# 西園寺実輔
西園寺 実輔（さいおんじ さねすけ）は、江戸時代前期の公卿。関白・鷹司房輔の子。官位は正三位・中宮権大夫・権中納言。

## 経歴
当主の死去により西園寺家に相続人がいなくなっていたため、実輔が鷹司家から西園寺公宣娘の婿養子になり、西園寺家を相続した。
天和元年（1681年）に権中納言となり、天和3年（1683年）に霊元天皇の中宮鷹司房子の中宮権大夫に就任しているが、貞享2年（1685年）1月、にわかに発狂し、妻を刺し殺し、御傍の女房四五人を負傷させたのち自害した。25歳。

## 系譜
- 父：鷹司房輔
- 母：大江竹子 - 毛利秀就の次女
- 養父：西園寺公遂
- 妻：安姫 - 西園寺公宣の娘
- 家女房
  - 男子：西園寺致季（1683-1756）